# Poço do Canto
Poço do Canto é uma povoação portuguesa sede da Freguesia de Poço do Canto do Município de Mêda, freguesia com 16,22 km² de área e 330 habitantes (censo de 2021), tendo, por isso, uma densidade populacional de 20,3 hab./km².
A freguesia do Poço do Canto integra o concelho (atual município) da Mêda desde 6 de novembro de 1836, depois de ter feito parte do de Ranhados, extinto pela Revolução Setembrista em favor do concelho da Mêda.
Dista cinco quilómetros de Mêda. A esta freguesia pertencem os lugares de Cancelos de Cima, Cancelos de Baixo, Cancelos do Meio, Sequeiros e Vale de Porco. Nas proximidades do Poço do Canto está situado o monte de Santa Colomba, de onde se avista um panorama verdadeiramente soberbo.
A sua festa, em honra do Divino Espírito Santo, realiza-se todos os anos sete semanas depois da Páscoa.

## Demografia
A população registada nos censos foi:
| Distribuição da População por Grupos Etários | Distribuição da População por Grupos Etários | Distribuição da População por Grupos Etários | Distribuição da População por Grupos Etários | Distribuição da População por Grupos Etários |
| -------------------------------------------- | -------------------------------------------- | -------------------------------------------- | -------------------------------------------- | -------------------------------------------- |
| Ano                                          | 0-14 Anos                                    | 15-24 Anos                                   | 25-64 Anos                                   | > 65 Anos                                    |
| 2001                                         | 69                                           | 73                                           | 259                                          | 190                                          |
| 2011                                         | 40                                           | 39                                           | 202                                          | 162                                          |
| 2021                                         | 17                                           | 25                                           | 150                                          | 138                                          |

## Produção agrícola
Nesta região há muitos terrenos com cultivo de vinhas, quer para produção de vinho do Porto, quer para vinhos correntes tintos e brancos. A produção de azeite, milho, trigo e batata complementa a principal produção agrícola.
Nesta freguesia produz-se um vinho de consumo (tipo palhete, muito aromático, gasoso e bem apaladado, muito procurado e apreciado), assim como azeite de qualidade, que constituem a riqueza e fonte de receita dos seus habitantes. Aí existe ainda um pequena indústria ligada à moagem de cereais.
Os antigos castanheiros, que em tempos remotos cobriam as suas terras de soutos, foram sendo substituídos pelos vinhedos, daqui saindo anualmente uma significativa produção de vinho.

## Património
- Igreja Matriz do Poço do Canto
- Capela de São Sebastião
- Capela de Sequeiros
- Capela do Divino Espírito Santo
- Capela de Nossa Senhora da Conceição
- Capela de Vale da Cerca
- Solar dos Cancelos ou Quinta da Areeira
- Igreja do Poço do Canto
- Fonte onde nasceu o Poço do Canto, que fica, exactamente, na Sacristia da Igreja
- Cruzeiro dos Cancelos de Baixo